# El Fort Pienc
El Fuerte Pío (en catalán, y oficialmente, El Fort Pienc) es un barrio de la ciudad de Barcelona del distrito del Ensanche. Abarca el área delimitada por un perímetro que discurre por la avenida Diagonal (desde la calle de Nápoles hasta la Plaza de las Glorias), avenida Meridiana, calle de los Almogávares, calle de Roger de Flor (solo una isla), avenida de Vilanova (solo una isla), Paseo de San Juan, Gran Vía y calle de Nápoles hasta la Diagonal. El barrio cuenta con 29.098 habitantes (según el censo del año 2002) y tiene el índice de población joven más elevado del Ensanche.
El barrio está situado alrededor de donde se emplazaba el antiguo fuerte militar denominado Fuerte Pius, situado cerca de donde ahora está el instituto IES Fort Pius, y que fue construido por el primer rey borbón, Felipe V, dentro del plan de instalaciones militares que mandó levantar con el objetivo de mantener sometida a la ciudad que se había rebelado en la guerra de 1714. Estas edificaciones fortificadas incluían la Ciudadela y un fuerte adelantado (Fuerte Pío), situado alrededor del lugar donde hoy se levanta la antigua estación del Norte. Este fuerte debía su nombre a Francisco Pío de Saboya y Moura, capitán general de Cataluña.